# ماونتیندیل (اورگن)
ماونتیندیل (به انگلیسی: Mountaindale) یک منطقهٔ مسکونی در ایالات متحده آمریکا است که در شهرستان واشینگتن، اورگن واقع شده‌است. ماونتیندیل ۵۹٫۱۳ متر بالاتر از سطح دریا واقع شده‌است.